# Marsha Waggoner
Marsha Waggoner (* 18. Juli 1948 in Brisbane, Queensland) ist eine professionelle australische Pokerspielerin.

## Persönliches
Im Hollywood Park Casino traf sie 1997 ihren zukünftigen Ehemann Kenna James, den sie bei ihrem ersten Aufeinandertreffen des Betrugs am Pokertisch bezichtigte. Als er sich jedoch als unschuldig herausstellte, entwickelte sich zunächst eine Freundschaft, die dann zur Romanze wurde und in eine Ehe mündete. Im Jahr 2002 wurde bei ihr ein Hirn-Aneurysma diagnostiziert. Die Operation im März 2002 war erfolgreich und Waggoner konnte wieder an den Pokertisch zurückkehren. 2008 trennte sie sich von Kenna James.

## Pokerkarriere
Waggoner begann 1976 als Blackjack- und Poker-Dealerin in einem Casino in Sydney. Bald darauf begann sie selbst die Pokervariante Stud zu spielen. Ein Jahr später zog die Australierin mit ihren Kindern nach Reno im US-Bundesstaat Nevada. Hier konnte sie von ihren Gewinnen am Pokertisch leben. Außerdem spielte sie hier auch Turniere und nicht nur Cash Games wie zuvor in Sydney. Erst in den 1980er-Jahren zog sie wieder um – dieses Mal in die „Poker-Hochburg“ Las Vegas. In Hold’em- und Seven-Card-Stud-Turnieren konnte sie hier erfolgreich ihr Können unter Beweis stellen. Trotz ihres Erfolges zog Waggoner 1987 nach Südkalifornien, um ihre Pokerkarriere dort fortzusetzen. Unter ihren Gewinnen bei der World Series of Poker waren unter anderem 1992 ein zweiter Platz im Seven Card Stud Hi-Lo (52.500 US-Dollar), jeweils ein dritter Platz beim Limit Omaha Hi-Lo 1995 (35.700 US-Dollar) und 1999 (34.630 US-Dollar) sowie ein neunter Platz beim Seven Card Stud Hi-Low 8 or Better 2012 (12.822 US-Dollar).
Insgesamt hat sich Waggoner mit Poker bei Live-Turnieren knapp eine Million US-Dollar erspielt. Parallel arbeitete sie zusätzlich als Casinoangestellte im Hollywood Park Casino in Inglewood. Im Spielfilm Glück im Spiel aus dem Jahr 2007 hat Waggoner einen kurzen Cameo-Auftritt. In die 2008 gegründete Women in Poker Hall of Fame wurde sie im Gründungsjahr aufgenommen.